# محافظة غنوي
محافظة غنوي ((هانغل: 군위군): غنوي غون) هي محافظة تقع في مقاطعة غيونغسانغ الشمالية، كوريا الجنوبية. وبلغ عدد سكانها 24,553 نسمة، سنة 2012.

## وصلات خارجية
- الموقع الإلكتروني لحكومة المحافظة